# Il generale dell'armata morta
(Inizio del romanzo)
Il generale dell'armata morta è un romanzo scritto da Ismail Kadare nel 1963.
Ebbe un immediato successo, anche se era il primo romanzo dell'autore, anche fuori dalla patria. È ritenuta la migliore opera dello scrittore, tradotto in 36 lingue straniere. Dal romanzo è stato tratto anche un film omonimo con Marcello Mastroianni, in francese, mentre in albanese fu nominato Kthimi i ushtrisë së vdekur, con alcune notevoli modifiche.
Grazie a questo romanzo, Kadare ha vinto nel 2005 il Man Booker Prize for Fiction.

## Trama
Un generale e un prete italiano ricevono dal loro governo un compito assai delicato: riportare in patria i corpi dei soldati caduti in Albania durante l'ultimo conflitto mondiale. Inizialmente percepito come una missione umanitaria, il loro compito si rivela difficile, e quando meno se lo aspettano, i ricordi e gli orrori della guerra ritorneranno a turbare il presente. Sprezzante dell'accoglienza ricevuta, il generale sembra voler conoscere l'Albania, i suoi abitanti e il loro istinto di guerra, ma si trattiene visto che era lì in una forma di lutto per i suoi compatrioti. E così, viaggiando in ogni angolo del paese, porta con sé i corpi dei suoi soldati, e con loro, vecchi rancori e storie di vite spezzate a metà. Il generale, quando ormai il suo esercito avvolto nei sacchi di nylon era solo un esercito morto, cerca di ritrovare in sé una spiegazione per la sua missione, la quale, tra molti dubbi riguardante le ultime volontà dei suoi soldati, gli pare inutile, fino a considerarla come un prolungamento della guerra, una vendetta tardiva.